# Judith Kinnear

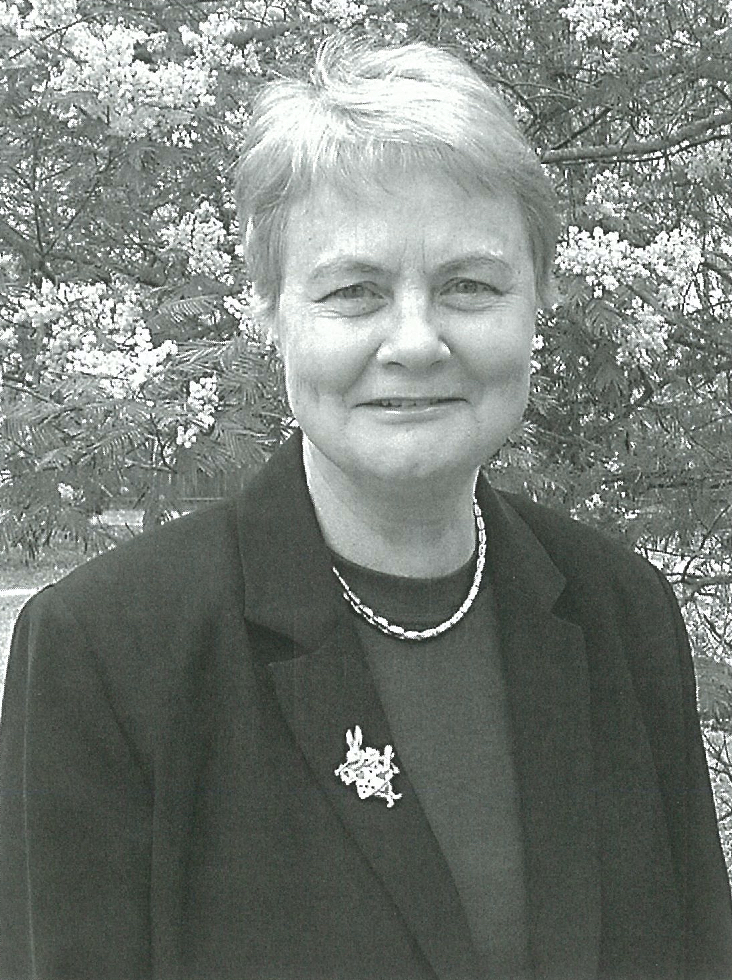
Judith Kinnear, 1992

Judith Fay Kinnear (* 12. Mai 1939 in Melbourne, Victoria (Australien), Australien) ist eine australische Genetikerin und Hochschullehrerin. Sie leitete 2003 als erste Frau eine neuseeländische Universität.

## Leben und Werk
Kinnear studierte an der La Trobe University in Melbourne, wo sie um 1970 einen Bachelor-Abschluss in Education erwarb. Von 1972 bis 1975 unterrichtete sie als Lecturer in Biologie am Melbourne State College und promovierte dort 1974 in Genetik. Als Senior Lecturer unterrichtete sie dann weiterhin bis 1978 am Melbourne State College, dem späteren Melbourne Council of Adult Education (CAE).
Ende der 1970er Jahre kaufte sie ihren ersten Personal Computer, der ihr zum Aufbewahren von Rezepten angepriesen wurde. Sie begann, selbst zu programmieren, und belegte einen Computerprogrammierungskurs. Sie wollte sicherstellen, dass ihr Verständnis der Mathematik, die sie zur Darstellung der biologischen Prozesse in Programmen verwendete, ausreichte, und bewarb sich daher um die Einschreibung für das Graduate Diploma of Computer Simulation. 1977 erhielt sie ein Diploma of Computer Simulation an der Swinburne University of Technology.
Sie entwickelte anschließend Lernsoftware wie CATLAB, ein Programm, mit dem Schüler Kreuzungen unterschiedlich farbiger Katzen simulieren konnten. CATLAB und andere von ihr geschriebene Programme, darunter BIRDBREED, eine Simulation, die auf der Farbvererbung bei Wellensittichen basiert, und Gene Machine, eine Simulation von Techniken zur DNA-Manipulation, gewannen in den Vereinigten Staaten Bildungspreise.
Von 1985 bis 1987 war sie Head of the School of Biological Sciences des Lincoln Institute of Health Sciences in Victoria und anschließend bis 1991 Chair and Director of Studies des Department of Human Biosciences der La Trobe University. An der University of Sydney wurde sie 1991 zur Professorin of Biological Sciences ernannt und war dort bis 1997 Gründungsdekanin der Fakultät für Gesundheitswissenschaften und Rektorin des Cumberland College. 1997 wurde sie Deputy Vice-Chancellor of International and Development an der University of Sydney. Als erste Frau an der Spitze einer neuseeländischen Universität leitete sie von 2003 bis 2008 die Massey University.
2014 gründete sie das Judith Kinnear Student Travel Scholarship, eine jährliche Auszeichnung in Höhe von 5.000 US-Dollar, um einem Doktoranden der Fakultät für Naturwissenschaften, Ingenieurwesen und Technologie die Teilnahme an einer akademischen Konferenz zu ermöglichen.

## Ehrungen
- Baldwin-Spencer-Preis
- Margaret-Cato-Stipendium
- 2017: 150 Women in 150 Words der Royal Society Te Apārangi

## Veröffentlichungen (Auswahl)
- mit Marjory Martin: Nature of Biology. Jacaranda Press, 1992, ISBN 978-0-7016-2662-4.